# Mohamed Bouamira
Mohamed Bouamira (arab. ‏محمد بوعميرة‎; ur. 21 lutego 1988 w Kasba Tadla) – marokański piłkarz, grający na pozycji bramkarza w JS de Kasba Tadla. 

## Kariera klubowa

### Początki
Mohamed Bouamira zaczynał karierę w JS de Kasba Tadla – grał tam jako junior i jako senior w latach 2009–2012. W sezonie 2010/2011 zagrał 9 meczów. 1 stycznia 2012 roku został piłkarzem Ittihadu Tanger. Od 1 sierpnia 2012 roku ponownie grał w JS de Kasba Tadla.

### Chabab Atlas Khénifra
Następnie został zawodnikiem Chababu Atlas Khénifra. Kontrakt podpisał 10 stycznia 2015 roku. W tym zespole zadebiutował 24 stycznia 2015 roku, kiedy jego zespół podejmował FAR Rabat, mecz zakończył się porażką 3:1. W Chababie Atlas Khénifra rozegrał 11 meczów, puścił 9 goli i pięciokrotnie zachował czyste konto.

### Chabab Rif Al Hoceima
1 lipca 2015 roku został zawodnikiem Chababu Rif Al Hoceima. W zespole tym zadebiutował 19 grudnia 2015 roku w meczu przeciwko Difaâ El Jadida, przegranym 3:0. W Al Hoceimie Mohamed Bouamira rozegrał 13 meczów, puścił 19 goli i dwukrotnie zachował czyste konto.

### Raja Casablanca
21 stycznia 2017 roku podpisał kontrakt z Rają Casablanca. W klubie z największego miasta Maroka zadebiutował 29 kwietnia 2017 roku w meczu przeciwko Moghrebowi Tétouan, wygranym 4:0. Łącznie rozegrał 23 mecze (18 ligowych), puścił 23 gole i dziewięciokrotnie zachowywał czyste konto.

### Dalsza kariera
28 sierpnia 2021 roku trafił do Chababu Mohammédia na zasadzie wolnego transferu, ale nie zagrał tam żadnego meczu. 31 stycznia 2022 roku został graczem Mouloudii Wadżda. Również nie zagrał tam żadnego meczu. 2 lutego 2023 roku po raz trzeci podpisał kontrakt z JS de Kasba Tadla.

## Osiągnięcia
Raja Casablanca:
- GNF 1: (2019/2020)
- Afrykański Puchar Konfederacji (2017/2018, 2020/2021)
- Afrykański Super Puchar (2018/2019)

(źródło:)